# Muricella erythraea
Muricella erythraea är en korallart som beskrevs av Kükenthal 1913. Muricella erythraea ingår i släktet Muricella och familjen Acanthogorgiidae. Inga underarter finns listade i Catalogue of Life.